# Gli uomini, che mascalzoni!
Gli uomini, che mascalzoni! è un film del 1953 diretto da Glauco Pellegrini.

## Trama
Elsa è una ricca e matura vedova e ha due figli, Franca e Giorgetto. Bruno è al suo servizio come autista. Sia la madre che la figlia entrano in simpatia con il giovane autista, che pensa ad entrambe come possibili mogli, ma non sa decidersi. C'è poi Gina, proprietaria di un'autorimessa, che sta per separarsi da suo marito.
Insieme a Giorgetto, Bruno si ritrova poi a seguire un'altra ragazza, commessa alla Rinascente. Mariuccia, questo il suo nome, è una ragazza povera e seria: Bruno ci prova un po' per gioco, un po' per sfida verso Giorgetto, che non era riuscito a conquistarla, ma finisce per innamorarsene sul serio e per sposarla. Diventerà autista di piazza, come il padre di lei.